# Klippan, Göteborg

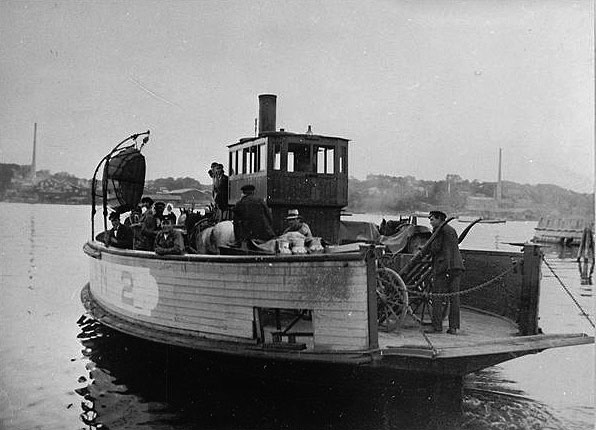
Färjan 2, Klippan-Färjenäs, före detta Bonnafröjda som döptes till Färjan 2 då den inköptes av Göteborgs stad. Ersattes 1928 av nya Färjan 2 (foto i Gamla Kvarnbergspojkars arkiv).

Klippan är ett område som gränsar mot älvstranden i västra delen av Göteborg, nära Älvsborgsbron. Klippan ligger i stadsdelen Majorna, tillhör stadsdelsnämndsområdet Majorna-Linné och ingår i primärområdet Kungsladugård.

## Historik
Namnet Klippan eller Ekenäsklippan anses komma av det berg, "Lilla Klippan" eller "Skinnareklippan", som låg nordost om Gamla Älvsborgs fästning, och som delvis bildade själva hamnplatsen "klippan". Redan i Karlskrönikan från 1450-talet omnämns "Klippan". På det lilla berget reser sig nu Sankta Birgittas kapell, uppfört 1857 av David Carnegie d.y. Berget Stora Klippan är sedan länge jämnat med marken.
Klippan kan sägas vara Göteborgs första riktiga hamn, eftersom man helt enkelt inte kom längre in i älven då den var för grund. Därefter skedde omlastning till hemförarbåtar, som förde varor och passagerare vidare in mot staden.

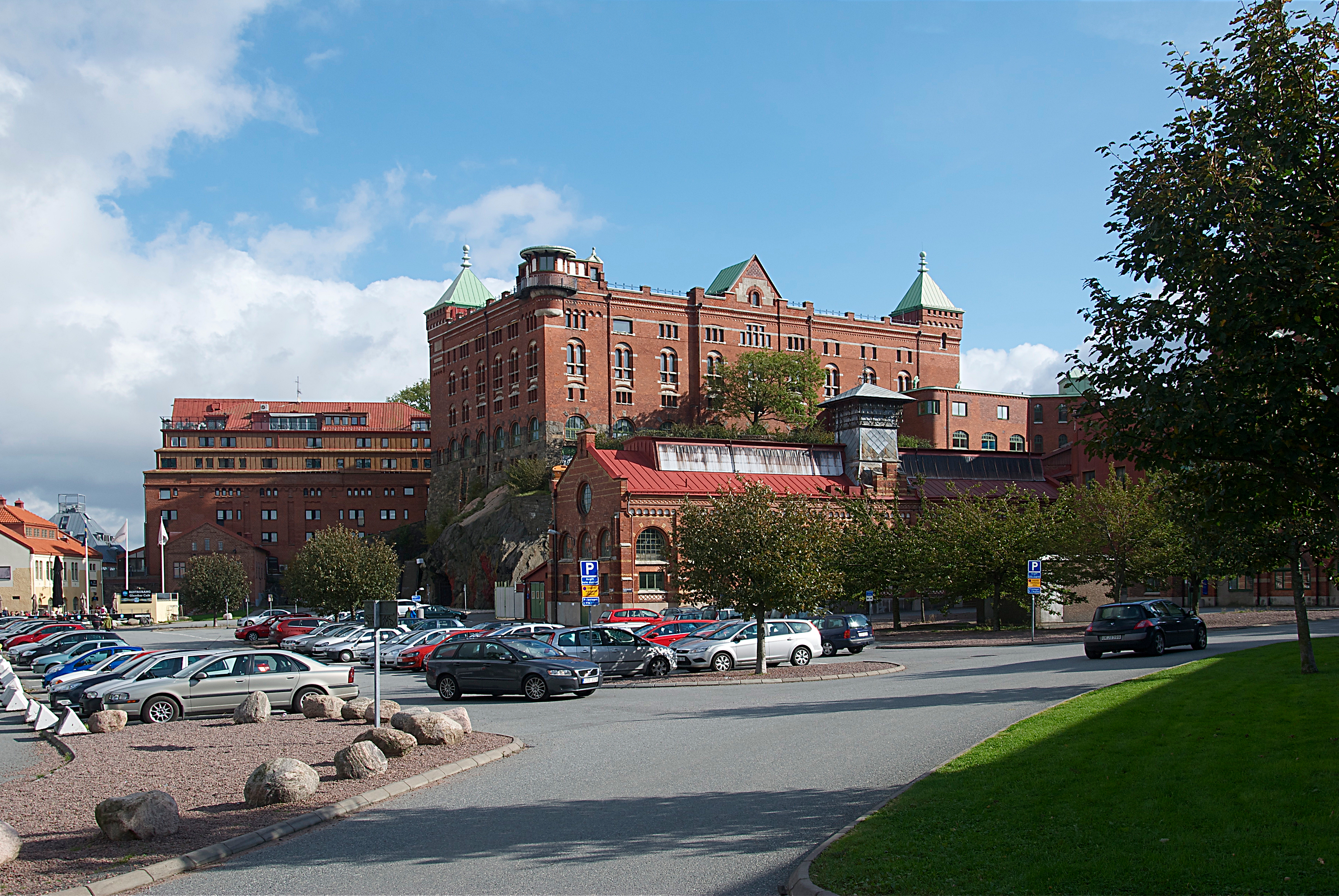
Gamla Sockerbruket i Klippan, vy mot öster.

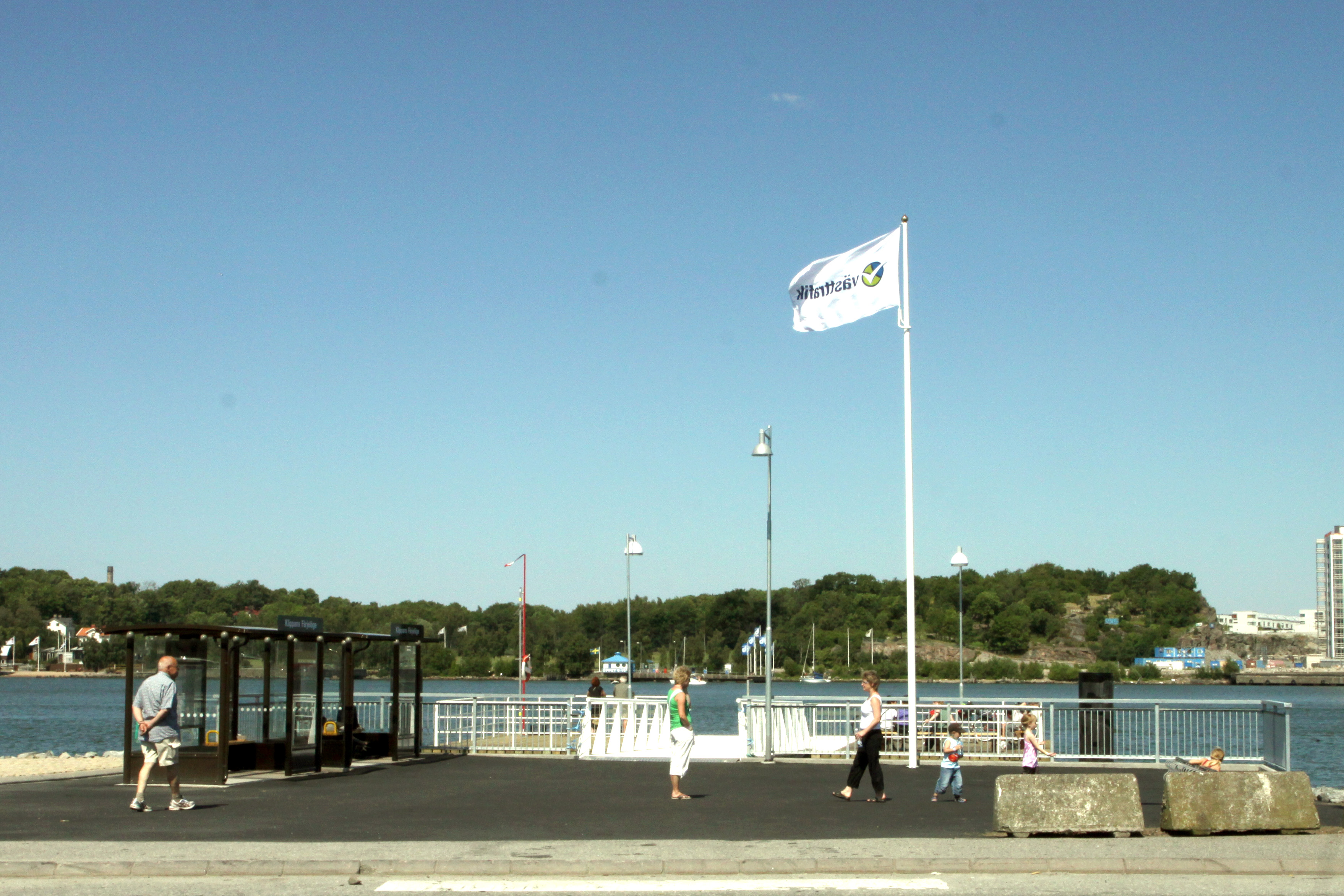
Klippans färjeläge, juni 2009

I början av 1600-talet startade den första färjeförbindelsen med Hisingen över Göta älv. Färjan gick mellan Klippan och Färjestaden på hisingsidan. I samband med Älvsborgsbrons öppnande 1967 upphörde den reguljära färjetrafiken.
Vid Klippan hade Ostindiska kompaniet sin hamn för de skepp som kom tillbaka från Kina.